# Marcheprime
Marcheprime é uma comuna francesa na região administrativa da Nova Aquitânia, no departamento da Gironda. Estende-se por uma área de 24,44 km². Em 2010 a comuna tinha 4 939 habitantes (densidade: 202,1 hab./km²).